# Ivo Josipović
Ivo Josipović (Zagabria, 28 agosto 1957) è un politico croato.
Membro del parlamento croato dal 2003, è divenuto Presidente della Croazia dal 18 febbraio 2010, dopo essersi imposto nel ballottaggio del 10 gennaio 2010 sul rivale Milan Bandić col 60,3% dei voti.
Alle elezioni del 2015 è stato sconfitto dalla candidata del partito conservatore Kolinda Grabar-Kitarović.

## Onorificenze

### Onorificenze croate
Nella sua funzione di Presidente della Croazia dal 2010 al 2015 è stato: